# Lynx (constelación)
Lynx o el Lince es una constelación del hemisferio norte introducida en el siglo XVII por Johannes Hevelius. El origen del nombre se debe a la poca luminosidad de sus astros, pues se necesita tener ojos de lince para poder verla. Para localizar al Lince hay que buscar entre dos constelaciones muy luminosas, la Osa Mayor y Auriga. Es una constelación débil, con sus estrellas más brillantes formando una línea en zigzag.

## Características destacables

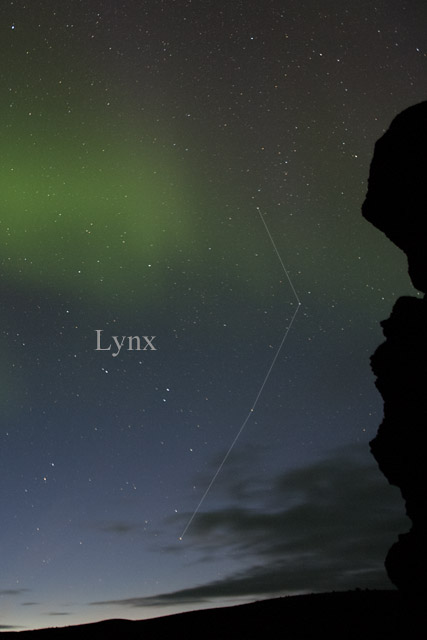
Constelación de Lynx (el Lince)

La estrella más brillante de la constelación es, con magnitud 3,14, α Lyncis, la única que tiene asignada una letra griega de Bayer. Distante 203 años luz de la Tierra, es una gigante naranja de tipo espectral K6III cuya luminosidad —considerando una importante cantidad de energía emitida como radiación infrarroja— es 673 veces superior a la luminosidad solar.
Le sigue en brillo 38 Lyncis, estrella blanca de la secuencia principal de tipo A1V,acompañada por otra estrella de tipo A4V, la cual es, a su vez, una binaria cercana; además la componente principal es una binaria eclipsante cuyo período orbital es de 2,00 días.
El tercer astro más brillante, 10 Ursae Majoris, originalmente fue adscrito a la Osa Mayor; sin embargo, con los límites modernos de las constelaciones establecidos en la década de 1920, la estrella finalmente quedó integrada dentro de Lince. Es una binaria espectroscópica compuesta por una estrella de tipo F5V y una enana naranja de tipo K0V cuyo período orbital es de 21,057 años.
Le sigue en brillo 31 Lyncis, oficialmente llamada Alsciaukat, una gigante naranja de tipo K4III ligeramente variable. 53 veces más grande que el Sol, tiene una luminosidad 782 veces mayor que nuestra estrella.
Otra estrella de la constelación, 6 Lyncis, es una subgigante anaranjada de tipo K0IV que tiene un planeta extrasolar cuya masa es al menos 2,01 veces mayor que la de Júpiter.
Stribor (HD 75898) es otra estrella donde se ha descubierto un planeta con una masa mínima 2,71 veces mayor que la de Júpiter.
En Lynx hay al menos seis estrellas que contienen sistemas planetarios: además de en 6 Lyncis y Stribor, cuyos planetas se han descubierto por el método Doppler, se han encontrado planetas extrasolares en XO-2, XO-4, XO-5 y WASP-13 —denominada Gloas—, detectados por su tránsito por delante de la estrella.
Entre las variables en la constelación, R Lyncis es una variable Mira y una estrella de tipo S cuyo brillo varía entre magnitud 7,2 y 14,3 a lo largo de un período de 378,75 días. T Lyncis, también variable Mira, es una estrella de carbono de tipo C7,1e_MS2.
Igualmente es una estrella de carbono la variable semirregular Y Lyncis, objeto de interés entre los astrónomos aficionados.
Por otra parte, 2 Lyncis es una binaria eclipsante cuya componente principal es una estrella blanca de la secuencia principal de tipo A2V que tiene un período orbital de 2,245 años.
J0917+46 es un sistema que contiene la enana blanca conocida de menor masa. Tiene 0,17 masas solares, aproximadamente 1/3 de la masa habitual para este tipo de estrellas, y su existencia es consecuencia de la pérdida de masa estelar hacia una compañera cercana que también es una enana blanca.

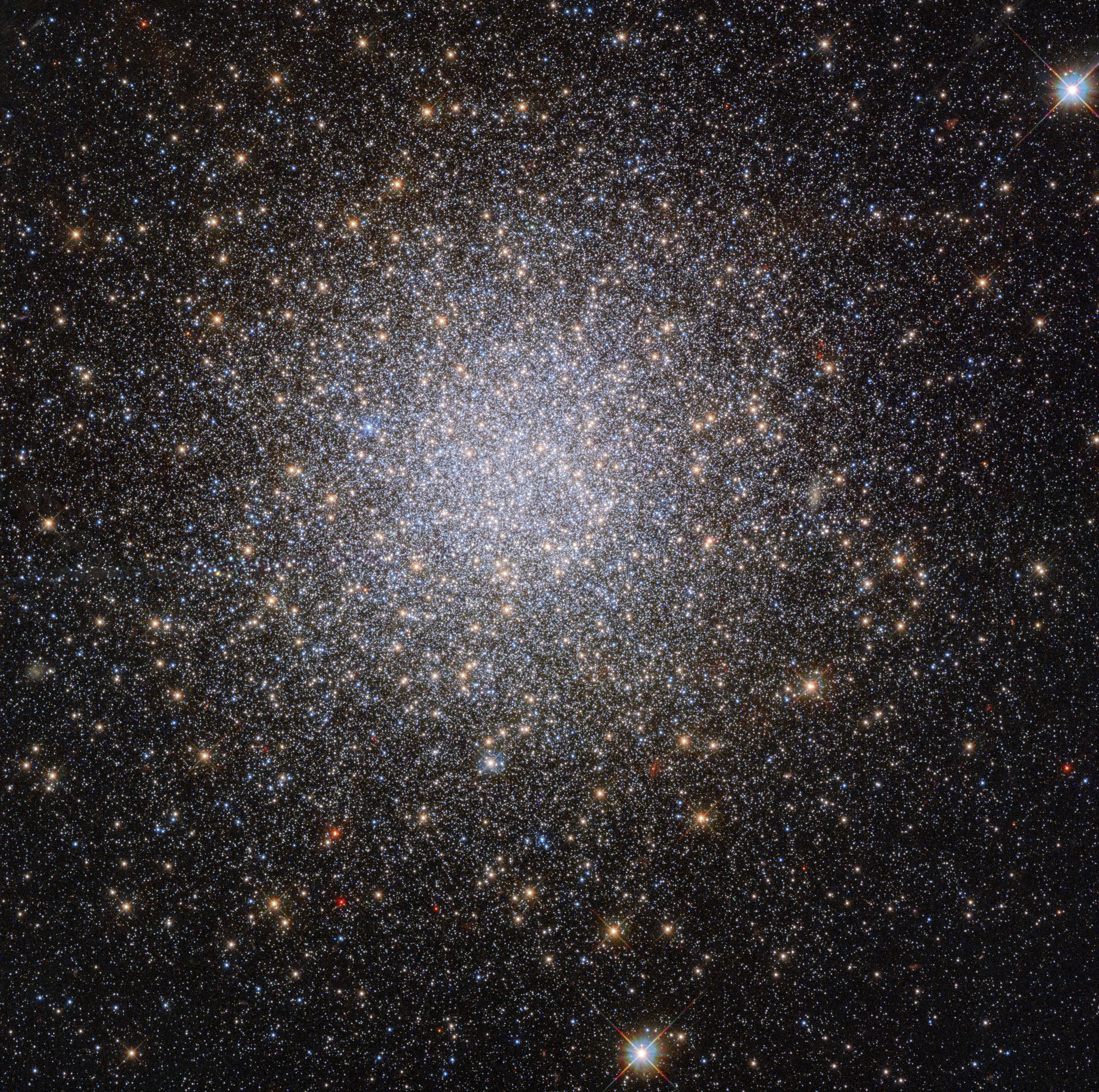
Cúmulo globular NGC 2419, uno de los más masivos que existen

Entre los objetos de cielo profundo hay que mencionar a NGC 2419, un cúmulo globular muy distante: se encuentra a 300 000 años luz tanto del sistema solar como del centro galáctico. Es muy viejo, con una edad aproximada de 12 000 millones de años, y extremadamente pobre en metales ([Fe/H] = -2,1). Se cree que pudo haberse formado en la galaxia Enana de Sagitario para luego ser capturado por la Vía Láctea.
Por otra parte, NGC 2683 es una galaxia espiral sin barra situada a 25 millones de años luz, más pequeña y menos luminosa que la Vía Láctea. Tiene muy poco hidrógeno neutro y su baja luminosidad en el infrarrojo sugiere una baja tasa de formación estelar.
NGC 2770 es una galaxia espiral barrada, de propiedades parecidas a nuestra galaxia, en donde se han observados tres supernovas de tipo Ib (SN 1999eh, SN 2007uy y SN 2008D).
Otra galaxia de la constelación es NGC 2537, catalogada como galaxia enana compacta azul debido a la gran cantidad de cúmulos de estrellas jóvenes, que le confieren una tonalidad azulada. Se caracteriza por una componente estelar subyacente —elíptica, suave y de bajo brillo superficial— sobre el que se superponen varios nudos irregulares de formación estelar.

## Estrellas principales

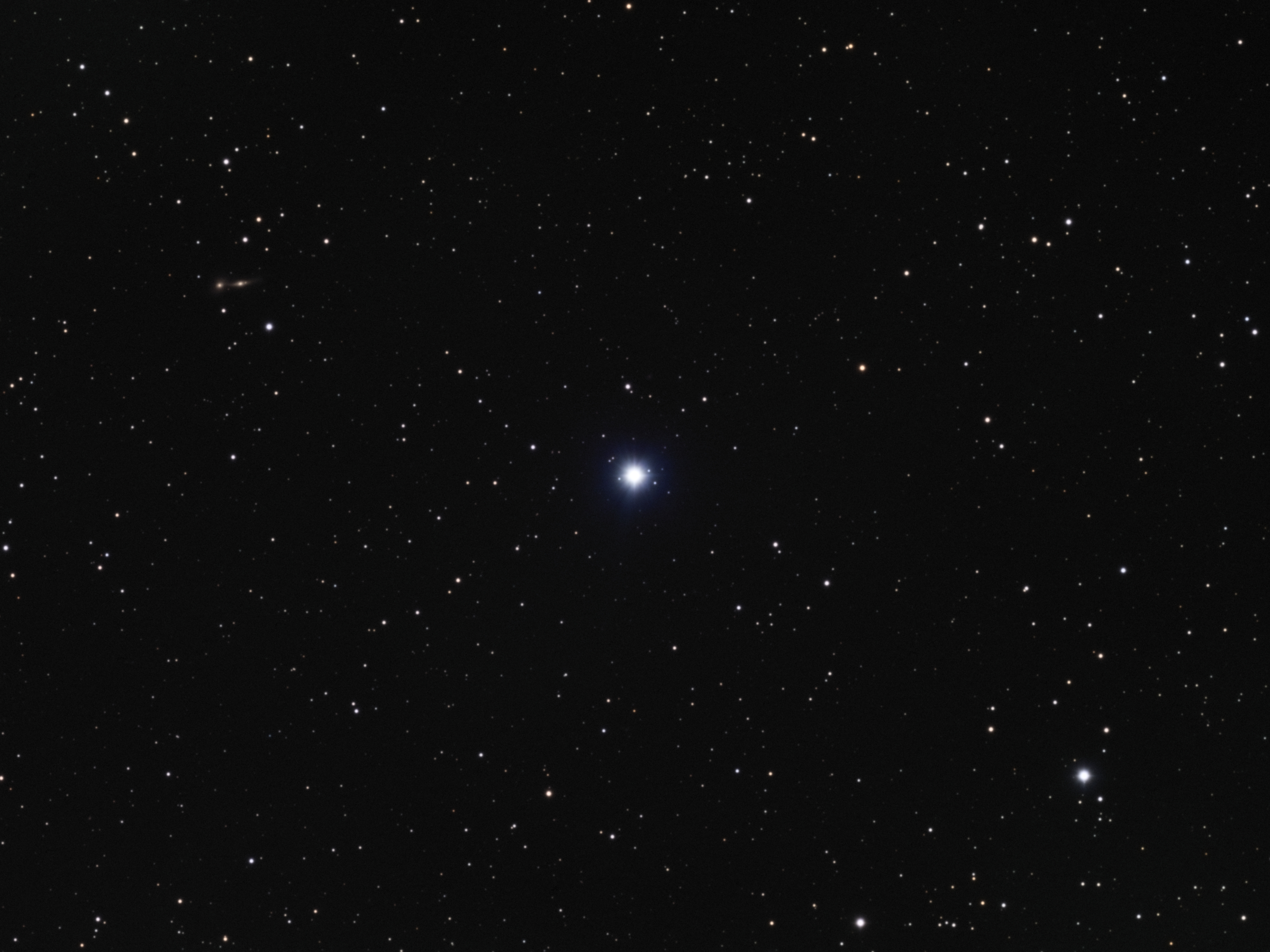
2 Lyncis, binaria espectroscópica.

- α Lyncis (Elvashak), con magnitud 3,14 es la estrella más brillante de la constelación. Es una gigante rojo-anaranjada a 220 años luz.
- 2 Lyncis (UZ Lyncis), binaria eclipsante y variable Delta Scuti de magnitud 4,45.
- 6 Lyncis, subgigante naranja de magnitud 5,86 en donde se ha descubierto un planeta extrasolar.
- 8 Lyncis, subgigante amarilla de magnitud 5,90.
- 10 Ursae Majoris, a pesar de su nombre actualmente está englobada en la constelación de Lince; con magnitud 3,97 es la tercera más brillante de la misma.
- 12 Lyncis, estrella triple en donde la componente principal tiene magnitud 5,4 y la secundaria magnitud 6.
- 15 Lyncis, gigante amarilla y estrella binaria de magnitud 4,35.
- 21 Lyncis, estrella blanca de la secuencia principal de magnitud 4,61.
- 22 Lyncis, estrella blanco-amarilla de magnitud 5,36.
- 30 Lyncis, también estrella blanco-amarilla; tiene magnitud 5,89.
- 31 Lyncis (Alsciaukat), gigante naranja de magnitud 4,25.
- 34 Lyncis, subgigante amarillo-anaranjada de magnitud 5,37.
- 38 Lyncis (Maculosa), la segunda estrella más brillante con magnitud 3,82. Es una estrella múltiple de color blanco.
- Absolutno, Estrella de tipo-G de la secuencia principal (enana amarilla) con una magnitud aparente de 12
- R Lyncis, variable Mira cuyo brillo varía entre magnitud 7,2 y 14,3 a lo largo de un período de 378,75 días.
- RR Lyncis, variable eclipsante cuyo brillo varía entre magnitud 5,5 y 6 en un ciclo de unos diez días.
- AE Lyncis (54 Camelopardalis), variable RS Canum Venaticorum de magnitud 6,49.
- CN Lyncis, distante binaria eclipsante cuya variabilidad fue descubierta por Hipparcos.
- HD 55575, enana amarilla de magnitud 5,55 aunque mucho más antigua que el Sol.
- HD 62301, estrella del disco grueso con una antigüedad de 11.700 millones de años.
- GJ 1105, enana roja a 26,6 años luz del sistema solar.
- J0917+46, sistema estelar cuya componente visible es la enana blanca conocida con menor masa.

## Objetos de cielo profundo

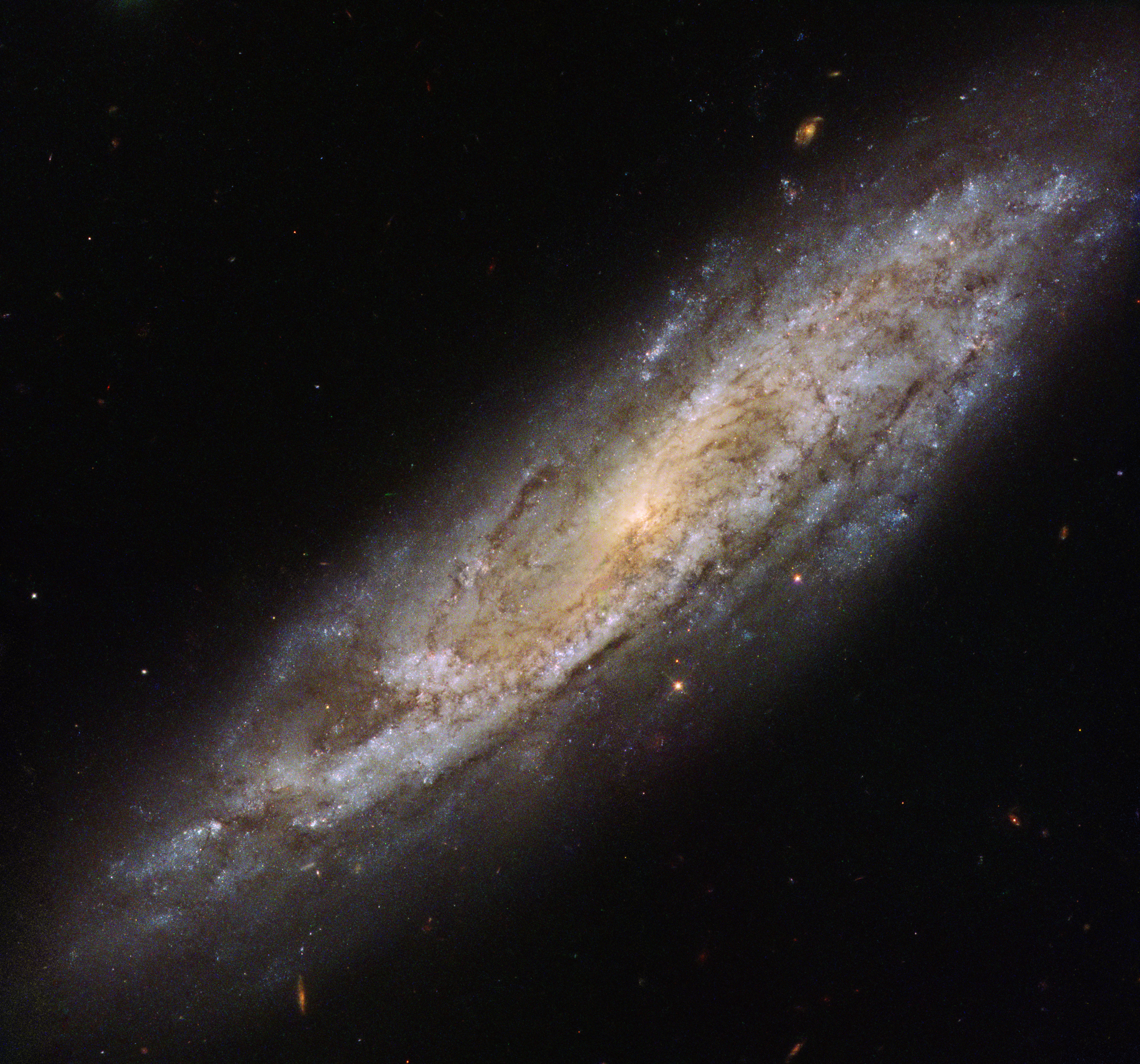
NGC 2770, galaxia espiral donde se han observado cuatro supernovas

- Cúmulo globular NGC 2419 (Caldwell 25), de magnitud 10,4 y muy distante de la Tierra (300 000 años luz). Informalmente es conocido como «vagabundo intergaláctico» debido a su gran distancia respecto al centro de la Vía Láctea, lo que hizo pensar durante un tiempo que era un objeto extragaláctico. NGC 2419 está probablemente en una órbita muy elíptica alrededor de la Vía Láctea.[22]
- NGC 2537 (Arp 6), galaxia enana compacta azul que se localiza unos 3 grados al nornoroeste de 31 Lyncis.[23] Por su peculiar aspecto es conocida con el sobrenombre de «galaxia de la garra de oso».
- Galaxia espiral NGC 2683, localizada 6º al oeste de α Lyncis. Informalmente se la ha llamado «galaxia UFO» (siglas en inglés de unidentified flying object, ovni) debido a su parecido con un platillo volante.
- NGC 2770, también galaxia espiral que se encuentra a 88 millones de años luz; la última supernova observada en esta constelación fue SN 2015bh, una supernova de tipo II.
- IC 2233, galaxia espiral a unos 40 millones de años luz.

### Lluvias de meteoros
Las Líncidas de septiembre son una lluvia de meteoros menor que aparece alrededor del 6 de septiembre. Históricamente fueron más prominentes, descritas como tales por observadores chinos en 1037 y 1063, y por astrónomos coreanos en 1560. Las Líncidas Alfa fueron descubiertas en 1971 por Malcolm Currie, y aparecen entre el 10 de diciembre y el 3 de enero.

## Historia

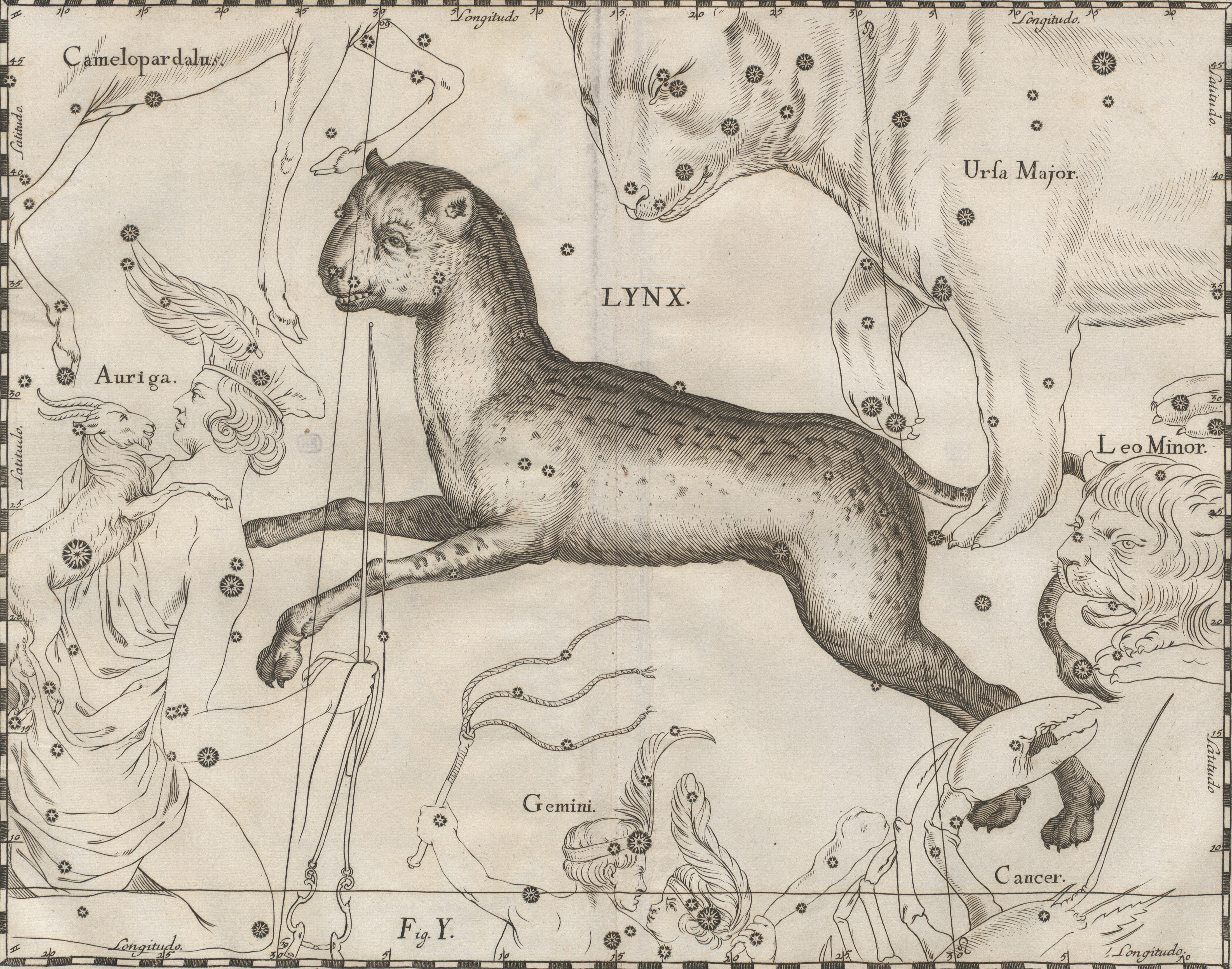
Antiguo dibujo que representa un lince sobre una carta de estrellas

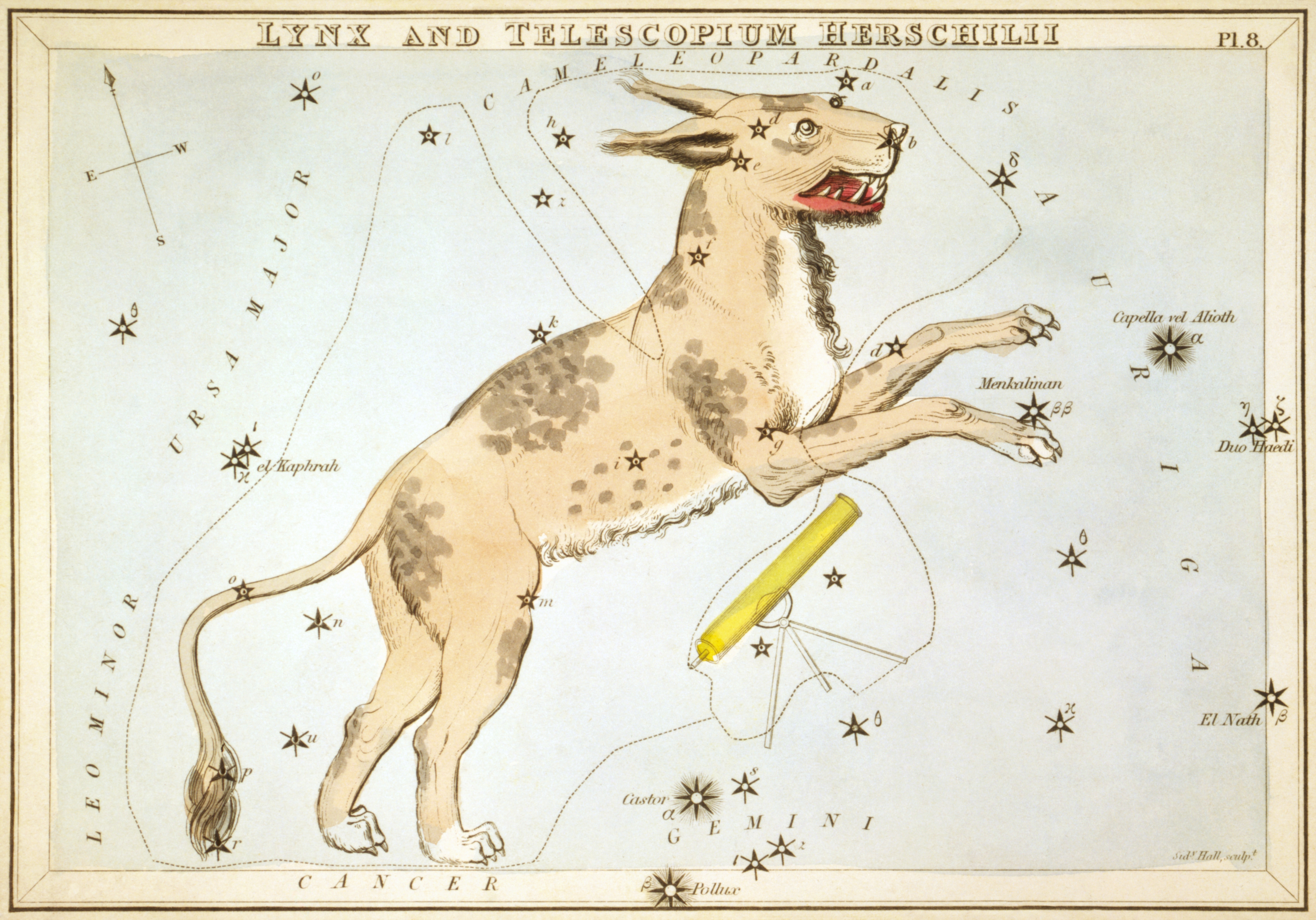
Ilustración de Urania's Mirror (1825). La constelación obsoleta Telescopium Herschelii está a su derecha.

El astrónomo polaco Johannes Hevelius formó la constelación en 1687 a partir de 19 estrellas débiles entre las constelaciones Osa Mayor y Auriga que antes habían formado parte de la constelación obsoleta Jordanus Fluvius. Llamándola Lynx por su debilidad, desafió a los futuros observadores de las estrellas a verla, declarando que sólo los ojos de lince (aquellos con buena vista) habrían sido capaces de reconocerla. Hevelius también utilizó el nombre Tigris (Tigre) en su catálogo, pero mantuvo el primer nombre sólo en su atlas. El astrónomo inglés John Flamsteed adoptó la constelación en su catálogo, publicado en 1712, y en su posterior atlas. Según el astrónomo aficionado del siglo XIX Richard Hinckley Allen, las estrellas principales de Lynx "bien podrían haber sido utilizadas por el constructor moderno, quienquiera que fuera, de nuestra Osa Mayor para completar el cuarteto de pies".